# Байкальська губка
Байкальська губка (Lubomirskia) — рід губок родини Lubomirskiidae.
Види цього роду зустрічаються в озері Байкал.
Види:
- Lubomirskia abietina Swartschewsky, 1901
- Lubomirskia baikalensis (Pallas, 1776)
- Lubomirskia fusifera Soukatschoff, 1895
- Lubomirskia incrustans Efremova, 2004